# Вазелонски манастир (Гърция)
 Тази статия е за новия манастир в Гърция.  За средновековния манастир в Понт, Турция, вижте Вазелонски манастир.  
Вазелонският манастир „Свети Йоан Предтеча“ (на гръцки: Μονή Αγίου Ιωάννη Βαζελώνος) е православен манастир край кожанското село Агиос Димитриос, Егейска Македония, Гърция, част от Сервийската и Кожанска епархия.

## История
При унищожаването на понтийския Вазелонски манастир в 1922 година последният му наместник йеромонах Дионисий успява да пренесе в Гърция иконата на Свети Йоан Предтеча, която се пази в манастири в Сярско. През юни 1970 година иконата на Секновение е прехвърлена в Агиос Димитриос (Топчилар), придружена от архимандрит Дионисий Амарантидис. Тогава започва създаването на нов манастир в западните склонове на Каракамен (Вермио). Изграден е католикон, посветен на Свети Йоан Предтеча, както и кръщелня „Свети Йоан Предтеча“ и килии и други стради.